# Lee Wong-jae
Dans ce nom coréen, le nom de famille, Lee, précède le nom personnel.
Lee Wong-jae, né le 17 octobre 1986, est un coureur cycliste sud-coréen.

## Palmarès
- 2005
  - 4e étape du Tour de Corée
- 2007
  - 4e étape du Cepa Tour
- 2008
  - 3e étape du Tour de Langkawi

## Classements mondiaux
| Année         | 2005 | 2006 | 2007 |
| ------------- | ---- | ---- | ---- |
| UCI Asia Tour | 98e  | 128e | 133e |